# Planeta hyceańska

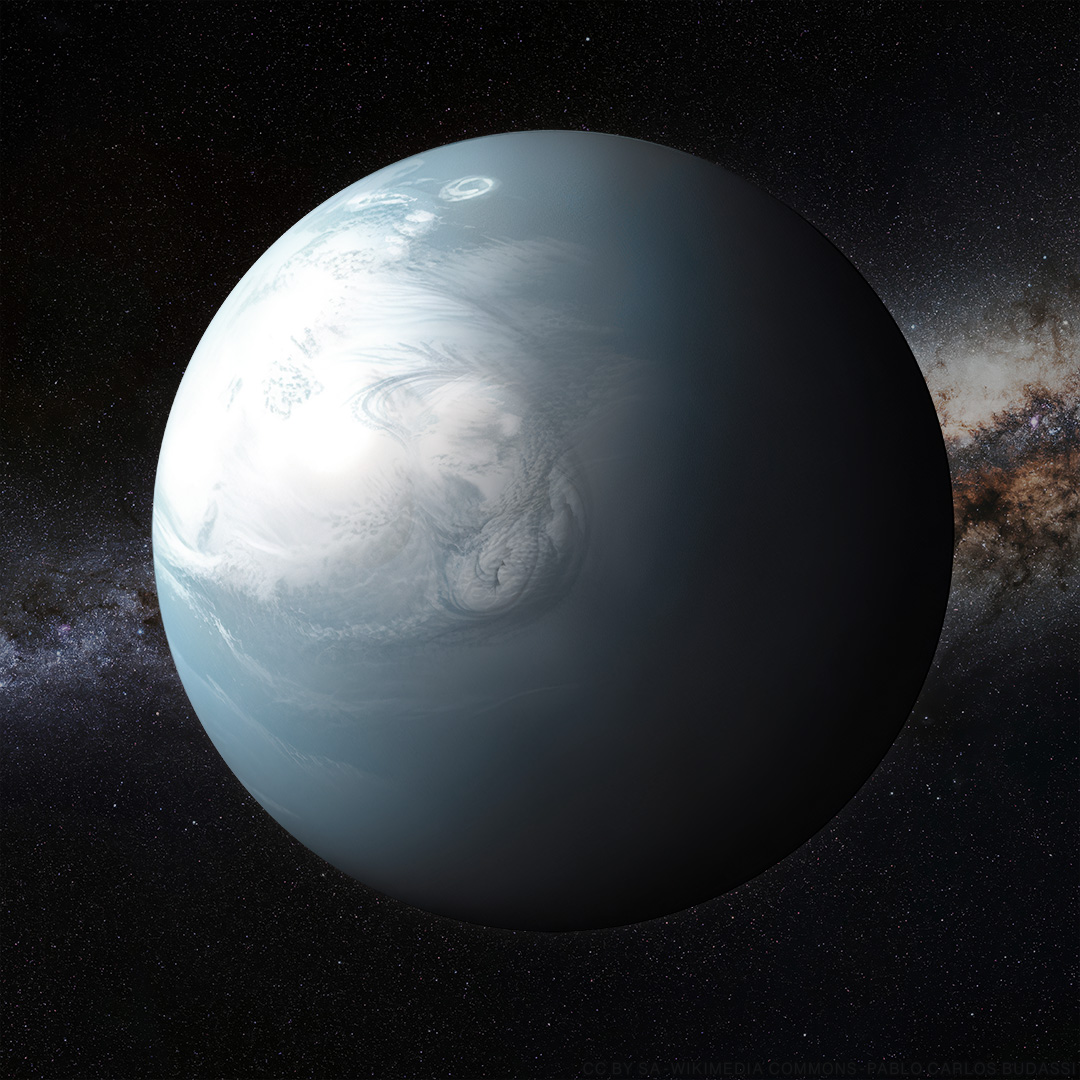
Artystyczna wizja hyceanu

Planeta hyceańska (również hiaceańska), hycean (ang. Hycean world) – hipotetyczny typ planety oceanicznej, której powierzchnia jest pokryta całkowicie wodami oceanu, a atmosfera bogata w wodór. Nazwa pochodzi od słów hydrogen (ang. wodór) i ocean.
Hyceany są planetami z atmosferą wodorową, otaczającą wodny ocean znajdujący się pod wysokim ciśnieniem i pokrywający wewnętrzne jądro, zbudowane głównie ze skał i żelaza. Orbitują w ekosferze, mogą osiągać masę 10 M🜨 i promień 2,6 R🜨. Ich gęstość plasuje je pomiędzy skalistymi superziemiami a minineptunami. Aby hycean posiadał wodę w stanie ciekłym powinien znajdować w odległości do 1,5 j.a. wokół karła typu widmowego M lub do 10 j.a. wokół karła typu G. W przypadku, gdy planeta o takich rozmiarach orbituje wokół stosunkowo niewielkiej gwiazdy (np. czerwonego karła) ich orbity synchronizują się, co powoduje, że jedna półkula hyceanu jest zwrócona cały czas w stronę gwiazdy i silnie się nagrzewa, a druga ukryta jest w jej cieniu i panują na niej temperatury dużo niższe. Tego typu obiekty nazwano ciemnym hyceanem (ang. Dark Hycean). Z kolei hyceany niepoddawane napromieniowaniu przez gwiazdę (np. z uwagi na ich dalszą odległość od niej lub będące samotną planetą) noszą nazwę hyceanu chłodnego (ang. Cold Hycean).

## Życie pozaziemskie na hyceanach

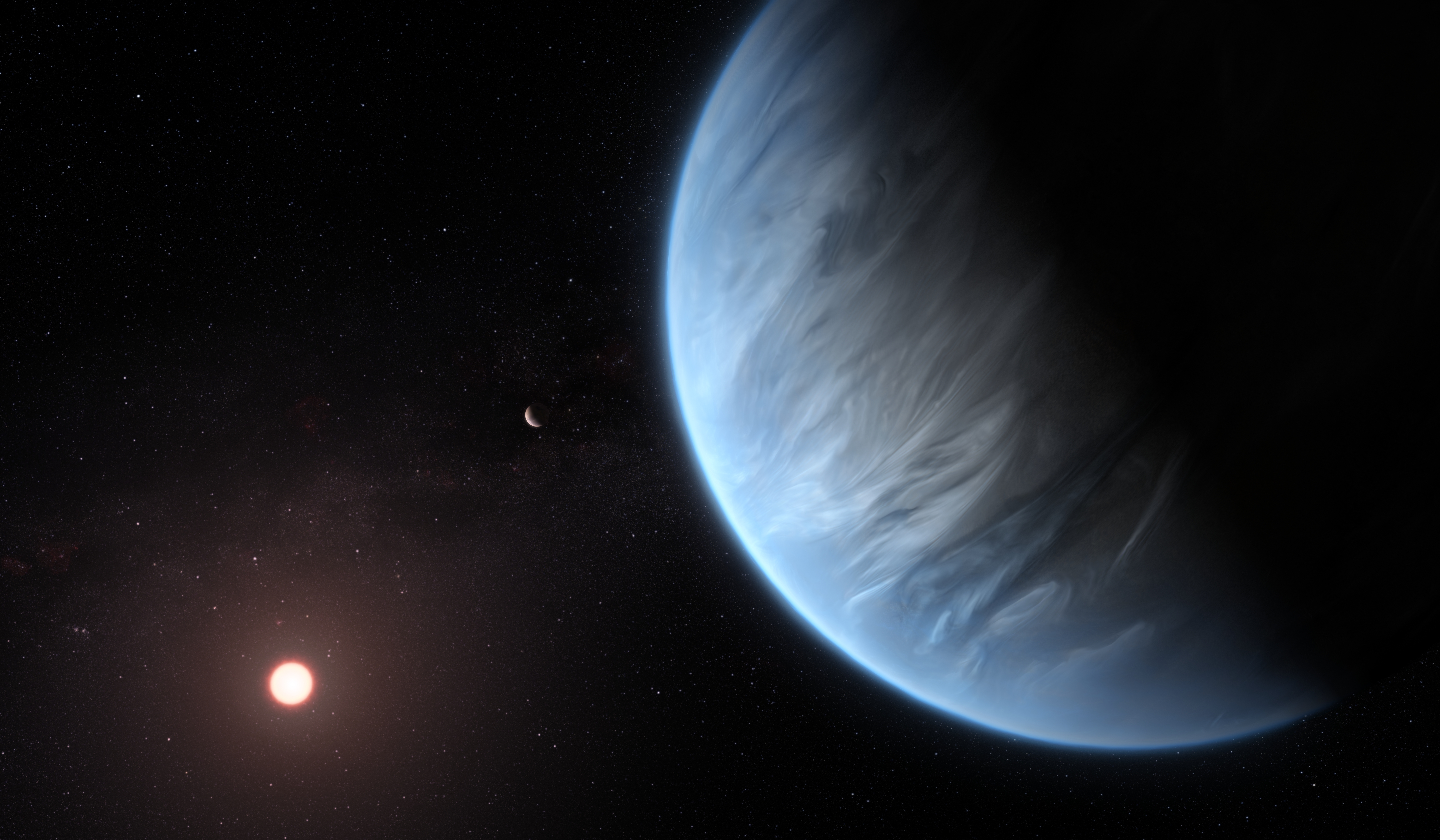
Artystyczna wizja planety K2-18b, prawdopodobnej planety hyceańskiej

Jeśli wodorowa atmosfera byłaby zbyt gęsta, to wytworzyłaby wysoką temperaturę i ciśnienie na powierzchni oceanu, co wykluczałoby istnienie tam życia, ale jeśli jej gęstość byłaby mniejsza, to mogą wystąpić tam temperatury odpowiednie dla życia, dlatego planety hyceańskie są kandydatami na obiekty, na których proste życie mikrobiologiczne może występować w ich oceanach.
W 2023 w widmie superziemi K2-18b, prawdopodobnej planety hyceańskiej krążącej wokół czerwonego karła w systemie planetarnym K2-18, znajdującym się około 124 lata świetlne od Ziemi wykryto siarczek dimetylu, który uważany jest za biomarker obecności procesów życiowych.